# 奧克薩馬柴山
11°37′34″S 75°17′21″W / 11.62611°S 75.28917°W
奧克薩馬柴山（Uqsha Mach'ay），是秘魯的山峰，位於該國中部胡寧大區，由阿帕塔區和莫利諾斯區負責管轄，屬於安地斯山脈的一部分，海拔高度4,800米。